# Mumia (film din 2017)
Mumia (titlu original: The Mummy) este un film american din 2017 regizat de Alex Kurtzman după un scenariu de David Koepp, Christopher McQuarrie și Dylan Kussman bazat pe o povestire de Kurtzman, Jon Spaihts și Jenny Lumet. Este creat în genurile acțiune, aventură, groază. Rolurile principale au fost interpretate de actorii  Tom Cruise, Annabelle Wallis, Sofia Boutella, Jake Johnson, Courtney B. Vance, Marwan Kenzari și Russell Crowe. Are 107 minute.
Este un restart al francizei Mumia și primul film din noua serie de filme Dark Universe.

## Distribuție
- Tom Cruise - Nick Morton[13]
- Annabelle Wallis - Jennifer Halsey
- Sofia Boutella - Prințesa Ahmanet
- Jake Johnson - Sergent Chris Vail
- Courtney B. Vance - Colonel Greenway[14]
- Marwan Kenzari - Malik[15]
- Russell Crowe - Dr. Henry Jekyll[16][17]
- Javier Botet - Set[18]
- Selva Rasalingam - faraonul Menehptre, tatăl prințesei Ahmenet

## Producție
Filmările principale au început la 3 aprilie 2016, în Oxford, Regatul Unit și în Surrey. Producția s-a mutat apoi în Namibia timp de două săptămâni, iar filmările principale au fost finalizate la 13 august 2016. Cheltuielile de producție s-au ridicat la 125 milioane $.

## Primire
A avut încasări de 295,5 milioane $.